# Kebonsari (Purworejo)
Kebonsari is een bestuurslaag in het regentschap Pasuruan van de provincie Oost-Java, Indonesië. Kebonsari telt 9160 inwoners (volkstelling 2010).